# Ophthalmitis prasinospila
Ophthalmitis prasinospila là một loài bướm đêm trong họ Geometridae.